# Forte da Petitinga
O Forte da Petitinga localizava-se ao norte do cabo de São Roque, na ponta de Petitinga (hoje ponta do Coconho), no litoral do estado do Rio Grande do Norte, no Brasil.

## História
No contexto da Guerra Peninsular na Europa, pelo Aviso de 7 de outubro de 1807 a Coroa portuguesa solicitou ao governador da capitania do Rio Grande do Norte, tenente-coronel José Francisco de Paula Cavalcanti de Albuquerque, informações do que convinha fazer para a defesa da região. A resposta, em um detalhado memorial ("Memória relativa à defesa da Capitania do Rio Grande do Norte (...)", pelo seu Governador Francisco José de Paula Cavalcanti de Albuquerque, datada de 30 de Maio de 1808), converteu-se em diversas fortificações ligeiras, erguidas no ano seguinte (1808), concomitantes com a chegada da Família Real Portuguesa ao Brasil.
Nesse memorial encontra-se referido este forte:
"Quarto, fazer-se na enseada da Petetinga outro forte e trincheira que façam respeitável aquela baía, onde continuadamente vão parar embarcações estrangeiras, que acossadas do tempo procuram abrigar-se, o que tudo mandou fazer, pelo possível modo, o mesmo governador." (op. cit., p. 246)
SOUZA (1885) refere que este forte, à época (1885), estava desarmado de há muito, e certamente arruinado (op. cit., p. 77).